# Mesenka
Mesenka est un prince égyptien vivant à la fin de la IIe ou au début de la IIIe dynastie. L'identité du roi qui régnait à l'époque de Mesenka est controversée.

## Biographie
Mesenka n'est attesté que par deux inscriptions sur des bols en pierre. Ces bols ont été trouvés dans les réserves souterraines de la galerie sud de la pyramide de Djéser à Saqqarah,.

### Titre
En tant que prince, Mesenka porte le titre princier de « fils du roi » (sȝ-nsw),.

### Carrière
On ne sait pratiquement rien de la vie et de la carrière de Mesenka, si ce n'est son titre de prince. On ne sait pas non plus de qui il est le fils, car aucun nom royal n'a été trouvé. La calligraphie et la diction des inscriptions présentent de grandes similitudes avec d'autres inscriptions datant de l'époque des rois Péribsen, Khâsekhemoui et Djéser. Il est donc possible que Mesenka ait vécu et servi sous l'autorité de l'un de ces rois,.